# Зулавски, Бела
Бела Зулавски (венг. Zulawszky Béla; 23 октября 1869 — 24 октября 1914) — австро-венгерский фехтовальщик словацко-венгерского происхождения, призёр Олимпийских игр.
Бела Зулавски с 1897 года был преподавателем в Кёсеге, занимался фехтованием в «Magyar Atlétikai Club». В 1908 году принял участие в Олимпийских играх в Лондоне, где принял участие в соревнованиях на шпагах и саблях, но лишь в фехтовании на саблях сумел завоевать серебряную медаль. В 1912 году участвовал в Олимпийских играх в Стокгольме, где соревновался на саблях и на рапирах, но не сумел завоевать медалей.
С 1912 года пошёл в армию. После начала Первой мировой войны в 1914 году погиб под Сараево.